# Секиринский сельсовет (Зарайский район)
Секиринский сельсовет — упразднённая административно-территориальная единица, существовавшая на территории Рязанской губернии и Московской области до 1939 года.
Секиринский сельсовет был образован в первые годы советской власти. В конце 1920-х годов он входил в состав Зарайской волости Зарайского уезда Рязанской губернии.
В 1929 году Секиринский с/с был отнесён к Зарайскому району Коломенского округа Московской области.
17 июля 1939 года Секиринский с/с был упразднён. При этом его территория (селение Секирино) была передана в Протекинский с/с.